# Heuchelheim
Heuchelheim è un comune di 8 052 abitanti, dell'Assia, in Germania.

Appartiene al distretto governativo (Regierungsbezirk) di Gießen e al circondario (Landkreis) di Gießen (targa GI).

## Storia
Dal 1977 al 1979 Heuchelheim fece parte, con altri 13 comuni e le città di Gießen e Wetzlar, dell'effimera città di Lahn.

## Geografia antropica

### Suddivisioni amministrative
Il territorio comunale si divide in 2 zone (Ortsteil), corrispondenti al centro abitato di Heuchelheim e a 1 frazione:
- Heuchelheim (centro abitato)
- Kinzenbach

## Amministrazione

### Gemellaggi
- Gémenos, dal 1970
- Pretzsch (Elbe), dal 1991
- Dobrzeń Wielki, dal 1992